# 大城小事 (電台節目)
《大城小事》（英文：City Snapshot）是香港電台製作的一個節目，由2021年3月7日起，逢星期日香港時間上午7時至8時於香港電台第一重新播放，以填補原來的BBC時事一週節目時段。這個節目每週都會有來自不同地方的華人，講述他們所居住的國家或城市的一些有趣事件。節目的編導是林普斯，監製是胡世傑。節目從2005年9月開始播放，以填補原來的賽馬時段。於2020年8月14日起曾暫停播出，停播前播出時間為星期一至五晚上10時30分至11時。之後改為逢星期日早上播出。

## 概況
節目每天的主持人及他們所身住的地區如下：

### 2020年8月前
| 星期   | 主持人 | 居住地         | 主持時間                      | 備註 |
| ------ | ------ | -------------- | ----------------------------- | --- |
| 星期一 | 管仲連 | 中國           | 2005年9月26日至2006年3月27日  | |
| 星期一 | 吳曉東 | 中國           | 2006年4月3日至2006年10月30日  | |
| 星期一 | 周志強 | 墨爾本         | 2006年11月6日至2010年4月26日  | |
| 星期一 | 吳曉東 | 中國上海北京   | 2010年5月3日至2011年中        | |
| 星期一 | 周志強 | 墨爾本         | 2011年中至2014年10月          | 由2014年6月起改為在雙數月播出                                                                                    |
| 星期一 | 前行   | 日本           | 2014年5月5日至2014年7月28日   | 在單數月播出 |
| 星期一 | 潘昭強 |                | 2014年9月1日至2014年9月29日   | |
| 星期一 | 周志強 | 墨爾本         | 2014年11月3日至2014年11月24日 | |
| 星期一 | 黎加路 | 日本           | 2014年12月1日至2015年10月26日 | 在雙數月播出 |
| 星期一 | 潘昭強 |                | 2015年1月5日開始              | 在單數月播出 |
| 星期一 | 前行   | 日本           | 2015年12月7日至2015年12月28日 | 在雙數月播出 |
| 星期一 | 黎加路 | 日本           | 2016年2月1日至2017年2月27日   | 在雙數月播出 |
| 星期一 | 招秉恒 | 中國北京       | 2017年4月3日開始              | 在雙數月播出 |
| 星期二 | 關愚謙 | 德國           | 2005年9月27日至2017年10月31日 | 並非親身錄音，而是由香港電台的葉冠霖、沈達元及曾志豪讀出其信件 由2014年6月起改為在雙數月播出，2018年11月22日逝世 |
| 星期二 | 梁潔娥 | 英國           | 2014年5月6日至2017年3月29日   | 在單數月播出 |
| 星期二 | 鍾飛   | 意大利         | 2017年5月2日至2017年11月28日  | 在單數月播出 |
| 星期二 | 岑皓軒 | 日本沖繩       | 2017年12月5日開始             | 在雙數月播出 |
| 星期二 | 鄧藹霖 | 英國倫敦       | 2018年1月2日至2018年11月27日  | 在單數月播出 |
| 星期二 | 黃曉玲 | 俄羅斯聖彼得堡 | 2019年1月1日開始              | 在單數月播出 |
| 星期三 | 陳美齡 | 日本           | 2005年9月28日至2006年3月1日   | |
| 星期三 | 張之珏 | 紐西蘭奧克蘭   | 2006年3月8日至2014年12月17日  | 由2014年6月起改為在雙數月播出                                                                                    |
| 星期三 | 朱衛茵 | 台灣           | 2014年5月7日至2017年11月29日  | 在單數月播出 |
| 星期三 | 周永傑 | 紐西蘭         | 2015年2月4日至2018年2月21日   | 在雙數月播出 |
| 星期三 | 張妍趣 | 俄羅斯聖彼得堡 | 2018年1月3日至2018年11月28日  | 在單數月播出 |
| 星期三 | 張妍趣 | 德國柏林       | 2019年1月2日至2020年8月12日   | 在單數月播出（2020年8月除外）                                                                                    |
| 星期三 | 黎慧因 | 韓國釜山       | 2018年4月4日至2020年6月24日   | 在雙數月播出 |
| 星期四 | 陳耀華 | 英國           | 2005年9月29日至2006年1月5日   | |
| 星期四 | 林美茵 | 瑞士           | 2006年1月12日至2006年3月30日  | |
| 星期四 | 韋以莊 | 加拿大多倫多   | 2006年4月6日至2007年3月1日    | |
| 星期四 | 盧業瑂 | 加拿大溫哥華   | 2007年3月8日開始              | 由2014年5月起改為在雙數月播出                                                                                    |
| 星期四 | 胡慧冲 | 泰國曼谷       | 2014年5月1日開始              | 在單數月播出 |
| 星期五 | 吳瑞卿 | 美國加州康科德 | 2005年9月30日至2015年10月31日 | 由2014年5月起改為在雙數月播出，直至2015年10月30日。                                                              |
| 星期五 | 葉培   | 印度           | 2014年5月2日至2016年11月25日  | 在單數月播出 |
| 星期五 | 嚴劍蓉 | 美國加州三藩市 | 2015年12月4日至2016年4月29日  | 在雙數月播出 |
| 星期五 | 周志強 | 墨爾本         | 2016年6月3日至2016年8月26日   | 在雙數月播出 |
| 星期五 | 嚴劍蓉 | 美國加州三藩市 | 2016年10月7日開始             | 在雙數月播出 |
| 星期五 | 譚惠清 | 摩洛哥         | 2017年1月6日至2020年8月14日   | 在單數月播出（2020年8月除外）                                                                                    |

在2009年2月9日星期一的《大城小事》，由於主持人周志強受到2009年維多利亞州山火影響而需要暫停。電台改為提早播放星期二關愚謙的信件。

### 2021年3月起
| 星期   | 主持人   | 居住地                                      | 主持時間                            | 備註 |
| ------ | -------- | ------------------------------------------- | ----------------------------------- | ---- |
| 星期日 |          |                                             |                                     |      |
| 葉培   | 印度     | 2021年3月7日至2022年1月2日                  | 在每月第一週播出                    |      |
| 陳美齡 | 日本東京 | 2021年3月7日至2022年5月1日 2022年7月3日開始 | 在每月第一週播出 在每單月第一週播出 |      |
| 胡慧冲 | 泰國曼谷 | 2021年3月14日開始                           | 在每月第二週播出                    |      |
| 譚惠清 | 摩洛哥   | 2021年3月14日開始                           | 在每月第二週播出                    |      |
| 招秉恒 | 中國北京 | 2021年3月21日開始                           | 在每月第三週播出                    |      |
| 蔡基瑋 | 伊拉克   | 2021年3月21日開始                           | 在每月第三週播出                    |      |
| 黎慧因 | 韓國釜山 | 2021年3月28日開始                           | 在每月第四週播出                    |      |
| 沈平   | 英國     | 2021年3月28日開始                           | 在每月第四週播出                    |      |
| 盧珮珊 | 台北     | 2021年5月30日至2021年10月31日               | 在每月第五週播出                    |      |
| 林海君 | 瑞士     | 2021年5月30日至2022年1月30日                | 在每月第五週播出                    |      |
| 潘昭強 |          | 2022年1月30日開始                           | 在每月第五週播出                    |      |
| 林海君 | 瑞士     | 2022年5月1日開始                            | 在每月第一週播出                    |      |
| 葉婉儀 | 葡萄牙   | 2021年5月29日開始 （2022年7月31日除外）     | 在每月第五週播出                    |      |
| 岑皓軒 | 日本沖繩 | 2022年6月5日開始                            | 在每雙月第一週播出                  |      |
| 陳佩姍 | 德國     | 2022年7月31日                               | 在每月第五週播出                    |      |

### 2024年6月起
| 星期   | 主持人     | 居住地            | 主持時間         | 備註 |
| ------ | ---------- | ----------------- | ---------------- | ---- |
| 星期六 |            |                   |                  |      |
| 招秉恆 | 中國北京   | 2024年6月1日開始  | 在每月第一週播出 |      |
| 麥漢明 | 河南省     | 2024年6月1日開始  | 在每月第一週播出 |      |
| 岑皓軒 | 成都       | 2024年6月8日開始  | 在每月第二週播出 |      |
| 謝海悠 | 山東省     | 2024年6月8日開始  | 在每月第二週播出 |      |
| 佘日源 | 浙江省     | 2024年6月15日開始 | 在每月第三週播出 |      |
| 杜汶婧 | 武漢       | 2024年6月15日開始 | 在每月第三週播出 |      |
| 許業匡 | 上海       | 2024年6月22日開始 | 在每月第四週播出 |      |
| 余柏盈 | 廣西省     | 2024年6月22日開始 | 在每月第四週播出 |      |
| 招秉恆 | 中國北京   | 2024年6月29日開始 | 在每月第五週播出 |      |
| 岑皓軒 | 成都       | 2024年6月29日開始 | 在每月第五週播出 |      |
| 星期日 |            |                   |                  |      |
| 林海君 | 瑞士       | 2024年6月2日開始  | 在每月第一週播出 |      |
| 蔡基瑋 | 伊拉克     | 2024年6月2日開始  | 在每月第一週播出 |      |
| 胡慧沖 | 泰國曼谷   | 2024年6月9日開始  | 在每月第二週播出 |      |
| 譚惠清 | 摩洛哥     | 2024年6月9日開始  | 在每月第二週播出 |      |
| 葉婉儀 | 葡萄牙     | 2024年6月16日開始 | 在每月第三週播出 |      |
| 陳繁昌 | 沙特阿拉伯 | 2024年6月16日開始 | 在每月第三週播出 |      |
| 黎慧因 | 韓國釜山   | 2024年6月23日開始 | 在每月第四週播出 |      |
| 沈平   | 英國       | 2024年6月23日開始 | 在每月第四週播出 |      |
| 潘昭強 | 澳洲悉尼   | 2024年6月30日開始 | 在每月第五週播出 |      |
| 陳佩姍 | 德國       | 2024年6月30日開始 | 在每月第五週播出 |      |

## 外部連結
- 香港電台：《大城小事》節目（页面存档备份，存于）

| 前一節目： Beautiful Sunday | 香港電台第一台節目 星期日上午7時至8時 | 下一節目： 晨早新聞天地 |